# BIJ1
BIJ1 (prononcé [bɛi̯ˈeːn], en néerlandais Ensemble), appelé jusqu'en 2017 Artikel1, est un parti politique néerlandais fondé en 2016 et dirigé par Sylvana Simons,,. Il se situe à l'extrême gauche de l'échiquier politique.
Son nom d'origine fait référence au premier article de la Constitution des Pays-Bas, établissant l'égalité des citoyens devant la loi. Le parti doit modifier son nom en 2017 et prend son intitulé actuel.
Le parti présente une liste aux élections législatives de 2017, avec Sylvana Simons en tête de liste et d'autres personnalités néerlandaises, notamment l'anthropologue Gloria Wekker et l'ancienne sénatrice socialiste Anja Meulenbelt (en), sans obtenir de siège. Lors des élections législatives de 2021, le parti remporte un siège à la Seconde Chambre des États généraux, celui de Sylvana Simons.

## Résultats
| Année | Voix   | %    | Élus    | Rang | +/- |
| ----- | ------ | ---- | ------- | ---- | --- |
| 2017  | 28 700 | 0,27 | 0 / 150 | 16e  | Nv  |
| 2021  | 87 238 | 0,84 | 1 / 150 | 17e  | 1   |
| 2023  | 44 253 | 0,42 | 0 / 150 | 18e  | 1   |